# 고카정
고카정(일본어: 五霞町)은 일본 이바라키현 서남단에 있는 사시마군의 정이다. 사이타마현과 지바현의 2시 1정과 인접한다. 이바라키현의 시정촌 중 유일하게 전역이 도네강의 우안(남쪽)에 있어 에도강의 기점이 된다.
이바라키현 내의 다른 시정촌에서 고카정으로 직접 연결되는 도로는 1981년에 신4번 국도 가스카베-고가 하이패스의 신도네카와교가 유료도로로 건설(2001년 4월 7일 오전 0시에 무료 개방)될 때까지 존재하지 않아 이바라키현에서 고립된 장소였다.
일상생활에 필요한 물품의 구입·취업·고교진학 등의 생활권은 인접한 이바라기현 고가시, 사시마군 사카이정, 사이타마현 삿테시, 구키시 등으로의 의존성이 강하다. 또한 마을의 지정금융기관은 이바라키현의 지정금융기관인 조요 은행이 아닌 사이타마현에 거점을 두고 있는 무사시노 은행이다. 또 이바라키현 내에서는 유일하게 조요 은행의 지점과 ATM이 없는 마을이다.
드문 일이지만 여름에는 후유키 지구 등에서 반딧불을 볼 수 있다.
담당 소방서는 이바라키 서남부 지방 광역시정촌권 사무조합 소방본부, 경찰서는 사카이 경찰서이다.

## 지리
해발 고도는 9~14m이고 정내 전역이 평탄하다.

## 역사
- 1889년 4월 1일 - 니시카쓰시카군 고카촌이 성립하였다.
- 1896년 3월 29일 - 니시카쓰시카군이 폐지되어 사시마군에 편입되었다.
- 1996년 6월 1일 - 정으로 승격해 고카정이 되었다.

## 경제

### 산업
- 주요 산업
  - 공업
    - 공업사업소 수(2006년) 54개소
    - 제조품 출하액(2006년) 138,174,360,000엔

  - 농업
    - 1966년: 현영 토지개량사업과 포장정비사업
    - 1974년: 농업구조개선사업에 의한 컨트리 엘리베이터 건설
    - 농가 수(2000년) 864호(전업 농가 48호)
    - 농가 인구(2000년) 4,082명
    - 경지 면적(2004년)
      - 논 1090ha
      - 밭 54ha

    - 농업 산출액(2004년) 124,000,000엔
    - 주요 작물의 수확량(2004년)
      - 쌀 3970t
      - 목초 904t
      - 보리 390t
      - 배추 435t
      - 양배추 383t
- 취업 인구(2002년)
  - 제1차 산업 331명
  - 제2차 산업 2,492명
  - 제3차 산업 2,367명

## 인구
| 연도 | 인구   | ±%     |
| ---- | ------ | ------ |
| 1920 | 7,278  | —      |
| 1930 | 7,543  | +3.6%  |
| 1940 | 7,747  | +2.7%  |
| 1950 | 9,985  | +28.9% |
| 1960 | 9,157  | −8.3%  |
| 1970 | 8,382  | −8.5%  |
| 1980 | 8,645  | +3.1%  |
| 1990 | 9,468  | +9.5%  |
| 2000 | 10,218 | +7.9%  |
| 2010 | 9,414  | −7.9%  |

## 교통

### 도로
- 수도권 중앙 연락 자동차도
- 국도 4호선

### 철도
철도는 없다. 도부 닛코선 삿테역이 가장 가까우며, 미나미쿠리하시역이 마을 외곽 경계 부근에 있다.